# Іпатовичі-Горанські
Іпатовичі-Горанські — литовський дворянський рід.
Рід з'являється у 2-й половині XVII століття. Внесений в I і II частини родовідних книг Могильовської та Ярославської губерній.